# Tripsinogen
Tripsinogen je prekurzorska oblika (proencim) encima trebušne slinavke tripsina. Poleg amilaze, lipaze in kimotripsinogena se nahaja se v soku trebušne slinavke. Aktivira se s pomočjo enteropeptidaze, ki jo vsebuje sluznica tankega črevesa ter tako tvori tripsin. Aktivirani tripsin nadalje tudi sam pretvarja tripsinogen v tripsin. 
Visoke serumske koncentracije tripsinogena se pojavljajo pri akutnem pankreatitisu in cistični fibrozi.